# 정약용 선생 묘
정약용 선생 묘(丁若鏞 先生 墓)는 대한민국 경기도 남양주시 조안면 능내리에 있다. 1972년 5월 4일 경기도의 기념물 제7호로 지정되었다.

## 같이 보기
- 정약용

## 참고 자료
- 정약용선생묘 - 국가유산청 국가유산포털